# Mogens Krogh
Mogens Krogh (* 31. říjen 1963, Hjørring) je bývalý dánský fotbalista, brankář.
S dánskou reprezentací vyhrál Mistrovství Evropy 1992, byť na závěrečném turnaji, jako náhradník Petera Schmeichela, nenastoupil. Vyhrál též Konfederační pohár FIFA 1995. Zúčastnil se rovněž mistrovství Evropy 1996 a mistrovství světa 1998. V národním týmu odehrál 10 zápasů.
S Brøndby Kodaň se stal čtyřikrát mistrem Dánska (1995/96, 1996/97, 1997/98, 2001/02). Získal s ním též tři dánské poháry (1993/94, 1997/98, 2002/03).